# Ричардс, Уильям Бьюэлл
Уи́льям Бью́элл Ри́чардс (англ. William Buell Richards;
2 мая 1815, Броквилл, Верхняя Канада — 26 января 1889, Оттава) — канадский юрист и политик. Генеральный прокурор провинции Канада (1851—1853), первый главный судья Верховного суда Канады (с 1875 по 1879 год). Королевский адвокат с 1850 года, рыцарь-бакалавр (1877).

## Биография
Родился в 1815 году в Броквилле, старший из трёх сыновей в семье Стивена Ричардса и Фиби Бьюэлл. Окончил начальную школу округа Джонстон в Броквилле и Академию Сент-Лоренс в Потсдаме (Нью-Йорк). Проходил юридическую практику в конторах дяди со стороны матери Эндрю Нортона Бьюэлла и Джорджа Маллоха. В 1837 году получил адвокатскую лицензию и продолжил работу вначале в фирме Маллоха, а после 1842 года — в конторе Бьюэлла. С 1849 года — член Юридического общества Верхней Канады, с 1850 года — королевский адвокат. В 1846 году женился на Деборе Кэтрин Мьюрхед; в этом браке родились трое сыновей и две дочери.
С молодых лет участвовал в деятельности различных общественных организаций. Как и другие члены семейств Ричардсов и Бьюэллов, был сторонником Реформистского движения, способствовал его усилению в 1840-е годы в Лидсе, в том числе в кругах иммигрантов-католиков из Ирландии. Завязал связи в руководстве движения, в том числе с его лидером Робертом Болдуином, ставшим крёстным отцом одного из детей Ричардса. В 1844 году кандидатуру Уильяма Ричардса выдвинули на выборах в Законодательное собрание провинции Канада от Лидса, но он снял её в пользу ещё одного своего дяди Уильяма Бьюэлла. Вновь был выдвинут в 1848 году и победил на выборах принципиального противника реформистов в регионе Огля Роберта Гоуэна. После избрания активно занимался распределением государственных должностей и заказов среди соратников по движению в восточной части Верхней Канады, считая такую форму патронажа не только законной, но и необходимой.
В 1851 году снова победил Гоуэна на выборах в Законодательное собрание и был включён в состав кабинета Хинкса и Морена в должности генерального прокурора. На этом посту инициировал судебные реформы, включавшие реорганизацию положений статутного права и ужесточение требований получения адвокатских лицензий. В 1853 году назначен младшим судьёй суда по гражданским делам Западной Канады; это назначение вызвало критику, связанную с тем, что адвокатскую карьеру Ричардса считали слишком короткой и незначительной для поста судьи. Однако Ричардс сумел доказать, что, несмотря на политический характер назначения, обладает необходимой для судьи квалификацией и через десять лет стал главным судьёй этой инстанции, а в 1868 году — главным судьёй суда королевской скамьи Онтарио (уже в составе доминиона Канады).
В качестве судьи Ричардс зарекомендовал себя не столько как блестящий юрист, сколько как обладатель житейского здравого смысла, чей подход к делам отличался обстоятельностью, а решения редко становились предметом апелляций. Он председательствовал на нескольких знаковых процессах. Среди них были судебное разбирательство по вопросу законности «двойной перетасовки» кабинета Макдональда и Картье в 1858 году; суд над убийцей Томаса Д’арси Макги П. Дж. Уиланом в 1868 году; и процесс по делу о даче взяток в ходе предвыборной кампании Джона А. Макдональда в 1874 году.
Ричардс был одним из активных сторонников учреждения Верховного суда Канады и уже в 1871 году посетил США, чтобы составить личное впечатление об эффективности работы аналогичной американской судебной инстанции. Когда Верховный суд Канады был создан решением правительства Александра Маккензи в 1875 году, Ричардс был избран его главным судьёй — его кандидатуру поддержали как находившиеся у власти либералы, так и многие консерваторы. Необходимость самой этой инстанции, однако, на первых порах оставалась предметом споров в Канаде, и в годы пребывания на посту председателя Верховного суда значительная часть времени Ричардса уходила на попытки укрепить его репутацию и, в частности, обеспечить его независимость от других ветвей власти. Под руководством Ричардса происходило также формирование области основных тем, которыми занимался Верховный суд; благодаря ему основной сферой работы Верховного суда стал разбор диспутов между федеральной и провинциальными властями, и сам Ричардс проводил много времени за изучением аналогичных процессов в Европе и США.
В 1874—1876 годах, одновременно с работой в Верховном суде, Ричардс был членом арбитражной комиссии по урегулированию границы между провинциями Онтарио и Манитоба. В отсутствие генерал-губернатора лорда Дафферина Ричардс выполнял его обязанности и в 1877 году был удостоен звания рыцаря-бакалавра. В 1879 году он ушёл в отставку с поста судьи Верховного суда в связи с ухудшившимся здоровьем. Умер от астмы в 1889 году.